# Vesna Škare-Ožbolt
Vesna Škare-Ožbolt (Osijek, 20. lipnja 1961.), hrvatska političarka i pravnica.

## Školovanje i počeci karijere
Osnovnu školu i gimnaziju završila u Osijeku. Diplomirala je 1985. na Pravnom fakultetu u Zagrebu. Potom se vraća u Osijek; do 1987. godine je pripravnica na Županijskom (tada: Okružnom) sudu u Osijeku. Od 1987. do 1990. godine radi u stručnim službama tadašnjega Izvršnoga vijeća Sabora SRH, kao savjetnica za inozemni protokol.

## Ministarstvo vanjskih poslova i Ured Predsjednika RH, 1990-ih godina
Početkom devedesetih godina primljena je u Ministarstvo vanjskih poslova, gdje radi na otvaranju ureda RH u inozemstvu (Stuttgartu, Münchenu). 1991. god. prelazi u Ured Predsjednika Republike, gdje je zadužena za odnose s javnošću. Od 30. studenoga 1995. bila je članicom Predsjedničkoga vijeća, savjetodavnoga tijela Predsjednika Republike Hrvatske; zadužena je za pregovore s pobunjenim Srbima. U razdoblju 1995. – 1997. god. rukovodi procesom mirne reintegracije hrvatskog Podunavlja, obnašajući dužnost predsjednice Nacionalnoga odbora za ostvarivanje programa uspostave povjerenja, ubrzanog povratka i normalizacije života na ratom stradalim područjima Republike Hrvatske, te članice Državnoga povjerenstva za uspostavu ustavnopravnoga poretka Republike Hrvatske na područjima Osječko-baranjske i Vukovarsko-srijemske županije, koja su tada bila pod upravom UNTAES-a. 
Savjetnicom Predsjednika Republike Hrvatske za politička pitanja bila je od 14. listopada 1998. do 30. travnja 2000. godine.

## Od 2000. godine: Sabor, Vlada i funkcije u Gradu Velika Gorica
Iz Ureda Predsjednika Republike odlazi 30. travnja 2000., kada je - nakon što je u veljači 2000. godine za predsjednika RH izabran Stjepan Mesić - na osobni zahtjev razriješena dužnosti zamjenice predstojnika Ureda Predsjednika Republike i dužnosti savjetnice Predsjednika Republike Hrvatske za politička pitanja. U to je vrijeme već na trećesiječanjskim izborima bila izabrana za zastupnicu u Hrvatskom saboru, na listi HDZ-a.
2. travnja 2000. zajedno s dr. Matom Granićem i stanovitim brojem drugih viđenijih članova HDZ-a koji više nisu vidjeli svoje mjesto u toj stranci, osniva stranku Demokratski centar (DC).
Od 29. listopada 1998. do 14. rujna 2000. bila je predsjednicom Upravnoga vijeća Hrvatskoga informativno-kulturnog zavoda. Od 1. lipnja 2000. bila je članicom Vijeća Hrvatske izvještajne novinske agencije. Od 29. studenoga 2001. bila je članicom Državnoodvjetničkoga vijeća. Bila je i članicom Odbora za pravosuđe, Odbora za zakonodavstvo i Odbora za vanjsku politiku Zastupničkog doma Hrvatskoga državnog sabora. 
Nakon što je 2003. godine po drugi put izabrana u Hrvatski sabor, Škare-Ožbolt je od prosinca 2003. do veljače 2006. godine (kada ju je zamijenila Ana Lovrin) bila ministricom pravosuđa u Vladi Republike Hrvatske. Nakon sukoba s predsjednikom vlade Ivom Sanaderom (HDZ), odlazi iz vlade, te se od 21. veljače 2006. godine vraća na zastupničku dužnost u Hrvatskom saboru, koja traje do kraja 2007. godine.
Od 2006. do 2009., te ponovo od 2010. do 2013. godine je predsjednica Gradskog vijeća Grada Velike Gorice. 
Od kolovoza 2008. godine je profesionalno angažirana kao odvjetnica sa sjedištem ureda u Zagrebu.

## 2014.: predsjednica Demokratskog centra i saborska zastupnica
Vesna Škare-Ožbolt je od 2014. do 2015. godine bila predsjednicom stranke Demokratskog centra. Od veljače 2014. god. je zastupnica u Hrvatskom saboru: prema koalicijskom izbornom sporazumu između DC-a i HDZ-a, prvu polovinu jednog zastupničkog mandata osvojenog u VI. izbornoj jedinici (južni dio Zagreba, područje Sisačko-moslavačke županije i dio Zagrebačke županije između Zagreba i Siska) na hrvatskim parlamentarnim izborima 2011. god. je odradila članica HDZ-a Ivanka Roksandić, da bi nakon njenog povlačenja preostali dio saborskog mandata odradila Vesna Škare-Ožbolt.
Vesna Škare Ožbolt je odlikovana Redom kneza Trpimira s ogrlicom i Danicom, Redom Ante Starčevića, Redom hrvatskoga trolista, Spomenicom domovinske zahvalnosti i Spomen medaljom "Vukovar". Srpsko narodno vijeće dodijelilo joj je 2011. nagradu »Svetozar Pribičević« za njezin prinos mirnoj reintegraciji hrvatskoga Podunavlja.
Udana je i majka dvoje djece.

## Vanjske poveznice
- Vesna Škare Ožbolt, zastupnica Petoga saziva Hrvatskoga sabora  Arhivirana inačica izvorne stranice od 10. srpnja 2010. (Wayback Machine)
- Vesna Škare Ožbolt, zastupnica Četvrtoga saziva Hrvatskoga sabora  Arhivirana inačica izvorne stranice od 5. kolovoza 2010. (Wayback Machine)
- Demokratski centar  Arhivirana inačica izvorne stranice od 20. veljače 2006. (Wayback Machine)
- Službena stranica predsjedničke kampanje  Arhivirana inačica izvorne stranice od 28. studenoga 2003. (Wayback Machine)
- Novosti o predsjedničkim izborima  Arhivirana inačica izvorne stranice od 28. studenoga 2009. (Wayback Machine)